# Felix Sunzu
Felix Junior Mumba Sunzu (Chingola, 11 aprile 1985) è un calciatore zambiano, attaccante dei Green Buffaloes.

## Carriera

### Club
Ha giocato nel campionato zambiano, tunisino, sudanese, tanzaniano e francese.

### Nazionale
Convocato per la Coppa d'Africa 2008, ha collezionato 14 presenze con la maglia della Nazionale.